# 意大利裔澳大利亞人
意大利裔澳大利亞人（英語：Italian Australian）是澳大利亚最大的族群之一。

## 简介
2006年，澳大利亚人口普查结果显示，澳大利亚有199,124人是意大利裔，但有852,417人声称自己是意大利裔，排第五，在澳洲本土人、英国人、爱尔兰人同埋苏格兰人之后。意大利裔澳洲人最早来到澳大利亚就源自于第二次世界大战，这也时代影响澳洲裔意大利人的社区生活。
意大利裔澳洲人79.7%信奉天主教，3.2%信奉圣公会，5.6%信奉其他基督教，1.6%信奉其他宗教，同时10.0%没有宗教信仰。